# Liste der Biografien/Poly
Liste der Biografien |
Portal Biografien |
Personensuche
# |
A |
B |
C |
D |
E |
F |
G |
H |
I |
J |
K |
L |
M |
N |
O |
P |
Q |
R |
S |
T |
U |
V |
W |
X |
Y |
Z |
?
 
Pa |
Pc |
Pe |
Pf |
Ph |
Pi |
Pj |
Pk |
Pl |
Pm |
Pn |
Po |
Pr |
Ps |
Pt |
Pu |
Pv |
Pw |
Py
 
Poa |
Pob |
Poc |
Pod |
Poe |
Pof |
Pog |
Poh |
Poi |
Poj |
Pok |
Pol |
Pom |
Pon |
Poo |
Pop |
Por |
Pos |
Pot |
Pou |
Pov |
Pow |
Pox |
Poy |
Poz
 
Pola |
Polc |
Pold |
Pole |
Polf |
Polg |
Polh |
Poli |
Polj |
Polk |
Poll |
Polm |
Poln |
Polo |
Pols |
Polt |
Polu |
Polv |
Polw |
Poly |
Polz
Die Liste der Biografien führt alle Personen auf, die in der deutschsprachigen Wikipedia einen Artikel haben. Dieses ist eine Teilliste mit 62 Einträgen von Personen, deren Namen mit den Buchstaben „Poly“ beginnt.

## Poly
- Poly, Natasha (* 1985), russisches Model
- Poly, Regina (1942–2014), deutsche Architektin

### Polya
- Pólya, George (1887–1985), ungarisch-US-amerikanischer Mathematiker
- Polyainos, makedonischer Rhetor, Anwalt und Schriftsteller in Rom
- Polyák, Imre (1932–2010), ungarischer Ringer
- Polyander a Kerckhoven, Johannes (1568–1646), niederländischer reformierter Theologe

### Polyb
- Polybios, griechischer HistorikerPolybios

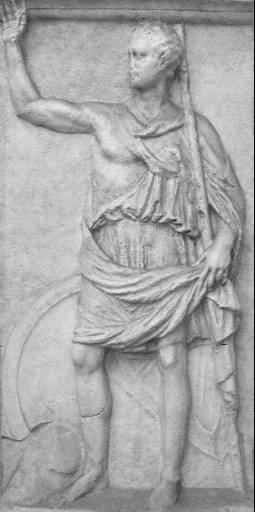
Polybios

- Polybius, Gaius Iulius († 47), römischer Freigelassener, Berater des Kaisers Claudius

### Polyc
- Polycarpou, Peter (* 1957), britischer Schauspieler, Musicaldarsteller, Sänger und Synchronsprecher
- Polychares, griechischer Olympiasieger im Stadionlauf
- Polychronia († 303), griechisch-orthodoxe Heilige und Märtyrerin
- Polychroniadis, Dimitris (* 1969), griechischer Basketballtrainer
- Polychronidis, Nico (* 1989), deutsch-griechischer Skispringer
- Polychroniou, Kostas (1936–2018), griechischer Fußballspieler und -trainer
- Polychronopoulos, Athanasios (* 1984), amerikanisch-griechischer Pokerspieler
- Polychronopoulos, Nikos (* 1978), griechischer Karambolagespieler

### Polyd
- Polydor von Montagnana († 1604), römisch-katholischer Geistlicher
- Polydore, Yann (* 1989), französischer Handballspieler
- Polydoropoulos, Dimitris (* 1989), griechischer Bahn- und Straßenradrennfahrer
- Polydoros, griechischer Bildhauer
- Polydoros von Pherai († 370 v. Chr.), thessalischer Herrscher
- Polydouri, Maria (1902–1930), griechische Schriftstellerin

### Polye
- Polye, Don (* 1967), papua-neuguineischer Politiker
- Polyeuktos († 259), römischer Soldat und Märtyrer
- Polyeuktos († 970), Patriarch von Konstantinopel (956–970)

### Polyg
- Polygalow, Igor Jurjewitsch (* 1986), russischer Eishockeyspieler
- Polygnotos, griechischer Vasenmaler
- Polygnotos, griechischer Maler

### Polyk
- Polykarp I. († 89), dritter Bischof von Byzantion
- Polykarp II., Bischof von Byzanz
- Polykarp von Smyrna, Bischof von Smyrna in KleinasienPolykarp von Smyrna

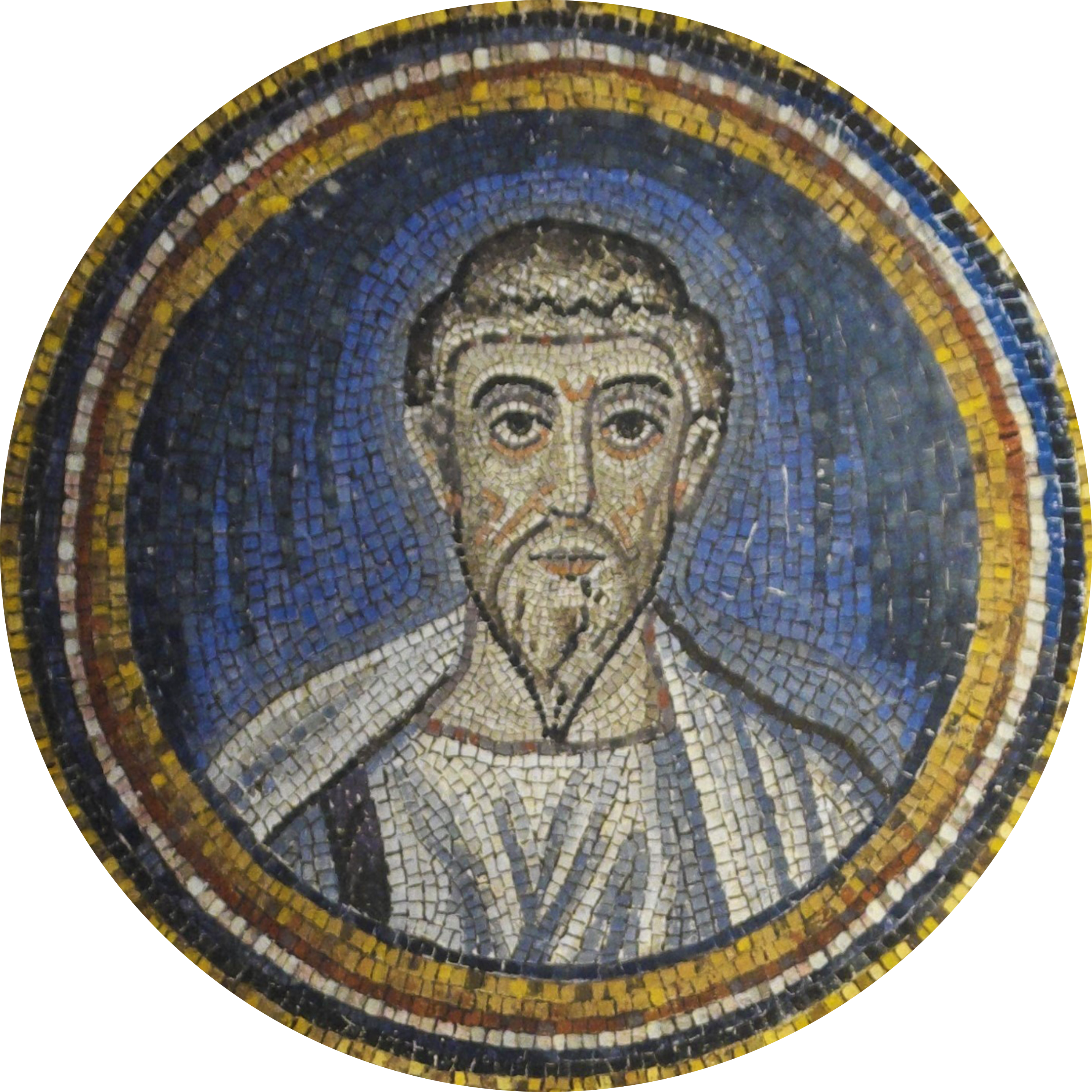
Polykarp von Smyrna

- Polykleitos von Larisa, antiker griechischer Geschichtsschreiber
- Polykles, griechischer Maler
- Polyklet, griechischer Architekt
- Polyklet, griechischer Gemmenschneider
- Polyklet, griechischer Bildhauer
- Polykrates, griechischer Rhetor
- Polykrates († 522 v. Chr.), Tyrann von Samos
- Polykrates von Argos, Feldherr der Ptolemäer von Ägypten, Stratege von Zypern
- Polykrates von Ephesus (* 125), Bischof von Ephesus
- Polykritos von Mende, antiker griechischer Arzt
- Polykritos von Mende, antiker griechischer Geschichtsschreiber

### Polym
- Polymeri, Fani, zyprische Popsängerin
- Polymeros, Vasileios (* 1976), griechischer Ruderer

### Polyn
- Polynice, Olden (* 1964), haitianischer Basketballspieler

### Polyp
- Polyperchon (* 394 v. Chr.), griechischer Feldherr Alexanders des Großen
- Polyphem-Maler, mittelprotoattischer Vasenmaler
- Polyphron von Pherai († 369 v. Chr.), thessalischer Herrscher
- Polypous, griechischer Töpfer

### Polys
- Polysius, Gottfried (1827–1886), deutscher Schlosser-Meister und Unternehmensgründer
- Polysius, Max (1870–1932), deutscher Maschinenbau-Ingenieur und Unternehmer
- Polysius, Otto (1863–1933), deutscher Maschinenbau-Ingenieur und Unternehmer, Ehrenbürger von Dessau

### Polyw
- Polywanowa, Halyna (1929–2020), sowjetisch-ukrainische Sopranistin und Musikpädagogin
- Polywka, Michael (1944–2009), deutscher Fußballspieler
- Polywoda, Anatolij (1947–2024), sowjetischer Basketballspieler

### Polyx
- Polyxena von Hessen-Rotenburg (1706–1735), durch Heirat Königin von Sardinien-Piemont
- Polyxenos, griechischer Philosoph
- Polyxenos, indischer König
- Polyxenos, syrakusanischer Adliger

### Polyz
- Polyzalos von Gela, Tyrann von Gela
- Polyzogopoulos, Andreas (* 1981), griechischer Jazzmusiker (Trompete)
- Polyzou, Maria (* 1968), griechische Leichtathletin